# ماریا تافرل
ماریا تافرل (به آلمانی: Maria Taferl) یک منطقهٔ مسکونی در اتریش است که در ناحیه ملک واقع شده‌است. ماریا تافرل ۱۲٫۱۸ کیلومتر مربع مساحت دارد ۴۴۳ متر بالاتر از سطح دریا واقع شده‌است.